# Praga R
Der Praga R (rychlý = schnell) war ein leichter Lkw, den der tschechoslowakische Hersteller Praga in verschiedenen Serien von 1913 bis 1926 baute.

## Varianten

### Serien 1 bis 4
Serie 1 bestand zunächst aus einem 1913 gebauten Prototyp. Er hatte den leicht gedrosselten Motor des zur gleichen Zeit gebauten Praga Grand: vier Zylinder, Bohrung × Hub 90 × 150 mm, Hubraum 3824 cm³. Das Getriebe hatte vier Vorwärts- und einen Rückwärtsgang, der Verbrauch wird mit 32 Liter Benzin und 0,7 Liter Öl auf 100 km angegeben. Es war ein Testchassis ohne besonderen Aufbau. Fünf weitere Fahrzeuge, die dieser ersten Serie zugerechnet und 1914 für Militärzwecke geliefert wurden, waren Scheinwerferwagen mit großen aufmontierten Suchscheinwerfern (für Nachtgefechte). Als deren Stromquelle diente der Motor des Kraftfahrzeugs.
Die 1915 gelieferten Serien 2 bis 4 unterschieden sich kaum von Serie 1: Serie 2 bestand aus 70 Fahrzeugen, eingerichtet als Scheinwerferwagen, Pritschenwagen oder Post-Omnibus. Serie 3 umfasste 90 Fahrzeuge mit Pritschen- oder Scheinwerferaufbau zum Export in die mit Österreich-Ungarn verbündete Türkei. Serie 4 bestand aus 110 Fahrzeugen mit Pritschenaufbau als Munitionstransporter.

### Panzerwagen
Zur Serie 4 gehören auch zehn Stück, die erst 1916 bestellt wurden und als reine Chassis geliefert wurden, um später mit einem Panzeraufbau versehen zu werden. Allerdings ist im ganzen Schrifttum nirgendwo ein in Österreich-Ungarn im Ersten Weltkrieg gebauter Radpanzer mit einem Chassis von Praga erwähnt. Hieraus ist zu schließen, dass diese Fahrzeuge nie (zumindest nicht mit Panzeraufbau) fertiggestellt wurden; ihr Verbleib ist unbekannt.
Weitere Praga R wurden während des Ersten Weltkrieges nicht gebaut.

### Serie 5 bis 7
1922 erschien die Serie 5: zehn Stück, die Motorleistung um 3 PS gesteigert, der Ölverbrauch auf 0,5 Liter/100 km gesenkt, teils als Pritsche, teils als Ausflugbus geliefert. Im gleichen Jahr begann die Auslieferung der 6. und 7. Serie (50 bzw. 60 Stück), meist Pritschenwagen, einige als Hotelzubringer-Busse, einige auch als Leichenwagen. Ein solches Fahrzeug kostete damals rund 160.000 tschechoslowakische Kronen. Zur 7. Serie zählen weitere 40 Stück, die 1923 in Produktion gegeben wurden, und deren Benzin- bzw. Ölverbrauch auf 30 Liter bzw. 0,4 Liter/100 km sank. Auch sie wurden als Pritschenwagen oder Autobus geliefert, Letztere mit elektrischer Beleuchtung.

### Serie 8 und 9
1924 entstand die 8. Serie: 50 Stück, Preis als Pritschenwagen 99.000 tschechische Kronen, als Leichenwagen 102.000 Kronen. Die letzten Praga R wurden 1926 als 9. Serie ausgeliefert: 100 Stück, teils Pritschenwagen, teils als Aussichtsbusse, jetzt auch mit elektrischem Anlasser. Der Preis des Pritschenwagens wird mit 89.000 Kronen angegeben.

## Technische Daten
Nachfolgend eine Übersicht über die technischen Daten der einzelnen Varianten:
| Typ         | Leergewicht (t) | Länge (mm) | Breite (mm) | Radstand (mm) | Zylinder | Hubraum (cm3) | Leistung (PS) | Geschwindigkeit (km/h) | Nutzlast (t) |
| ----------- | --------------- | ---------- | ----------- | ------------- | -------- | ------------- | ------------- | ---------------------- | ------------ |
| 1.–4. Serie | 1,7             | 4900       | 1700        | 3300          | 4        | 3824          | 32            | 23                     | 1,5–2,0      |
| 5.–7. Serie | 1,7             | 4900       | 1700        | 3300          | 4        | 3824          | 35            | 25                     | 1,5–2,0      |
| 8.–9. Serie | 1,7             | 4900       | 1700        | 3300          | 4        | 3824          | 35            | 30                     | 2,0          |

## Bewertung
Zunächst scheint es verwegen, den Praga R mit seinen 23 bis 30 km/h Höchstgeschwindigkeit als „schnell“, also als Vorgänger der heutigen Sprinter-Klasse zu bezeichnen. Indessen hatten vor dem Ersten Weltkrieg Lastkraftwagen üblicherweise eine Höchstgeschwindigkeit von 15 bis 18 km/h, so z. B. auch der Praga V, Praga N oder Praga L. Der Praga R aber war deutlich schneller. Zudem wurden Güter mit dem Kraftfahrzeug nur über kurze Strecken und innerorts bewegt: Außerorts waren die Straßen üblicherweise geschotterte Sandwege, und innerorts machte das Kopfsteinpflaster, verbunden mit Vollgummireifen (erst die letzten Serien des Praga R hatten Gummi-Luftreifen) ein schnelles Fahren unmöglich, ganz abgesehen davon, dass die sonst noch häufig anzutreffenden Pferdefuhrwerke das Tempo auf der Straße bestimmten.
Konkurrent des Praga R im eigenen Hause war der Praga L, auch ein leichter Lkw mit dem Motor des Praga Grand, jedoch etwas höherer Nutzlast: Auch er stammte aus der Vorkriegszeit, wurde aber bis 1931 (und damit fünf Jahre länger als der Praga R) gebaut und dann vom neu entwickelten Praga RN  abgelöst.